# Кліфтон (Айдахо)
Кліфтон (англ. Clifton) — найбільше місто в окрузі Франклін, штат Айдахо, США. Згідно з переписом 2010 року населення становило 259 осіб, що на 46 осіб більше, ніж 2000 року.

## Географія
Кліфтон розташований за координатами 42°11′15″ пн. ш. 112°0′20″ зх. д. / 42.18750° пн. ш. 112.00556° зх. д. (42.187504, -112.005665).  За даними Бюро перепису населення США в 2010 році місто мало площу 5,84 км², з яких 5,84 км² — суходіл та 0,00 км² — водойми.

## Демографія

### Перепис 2010 року
За даними перепису 2010 року, у місті проживало 259 осіб у 77 домогосподарствах у складі 68 родин. Густота населення становила 44,4 ос./км². Було 88 помешкань, середня густота яких становила 15,1/км². Расовий склад міста: 97,7 % білих і 2,3 % людей, які зараховують себе до двох або більше рас. Іспанці та латиноамериканці незалежно від раси становили 1,9 % населення.
Із 77 домогосподарств 46,8 % мали дітей віком до 18 років, які жили з батьками; 84,4 % були подружжями, які жили разом; 1,3 % мали господиню без чоловіка; 2,6 % мали господаря без дружини і 11,7 % не були родинами. 11,7 % домогосподарств складалися з однієї особи, у тому числі 7,8 % віком 65 і більше років. У середньому на домогосподарство припадало 3,36 мешканця, а середній розмір родини становив 3,65 особи.
Середній вік жителів міста становив 31,4 року. Із них 40,9 % були віком до 18 років; 3,9 % — від 18 до 24; 23,2 % від 25 до 44; 20,8 % від 45 до 64 і 11,2 % — 65 років або старші. Статевий склад населення: 50,2 % — чоловіки і 49,8 % — жінки.
Середній дохід на одне домашнє господарство становив 55 672 долари США (медіана — 48 214), а середній дохід на одну сім'ю — 62 929 доларів (медіана — 52 500). Медіана доходів становила 42 292 долари для чоловіків та 25 625 доларів для жінок. За межею бідності перебувало 17,8 % осіб, у тому числі 26,8 % дітей у віці до 18 років та 13,9 % осіб у віці 65 років та старших.
Цивільне працевлаштоване населення становило 123 особи. Основні галузі зайнятості: сільське господарство, лісництво, риболовля — 20,3 %, освіта, охорона здоров'я та соціальна допомога — 19,5 %, виробництво — 17,1 %.

### Перепис 2000 року
За даними перепису 2000 року, у місті проживало 213 осіб у 61 домогосподарствах у складі 53 родин. Густота населення становила 36,6 ос./км². Було 71 помешкання, середня густота яких становила 12,2/км². Расовий склад міста: 98,59 % білих, 0,47 % індіанців, 0,47 % інших рас і 0,47 % людей, які зараховують себе до двох або більше рас. Іспанці та латиноамериканці незалежно від раси становили 0,47 % населення.
Із 61 домогосподарства 45,9 % мали дітей віком до 18 років, які жили з батьками; 78,7 % були подружжями, які жили разом; 6,6 % мали господиню без чоловіка, і 11,5 % не були родинами. 11,5 % домогосподарств складалися з однієї особи, у тому числі 6,6 % віком 65 і більше років. У середньому на домогосподарство припадало 3,49 мешканця, а середній розмір родини становив 3,78 особи.
Віковий склад населення: 36,6 % віком до 18 років, 8,5 % від 18 до 24, 18,3 % від 25 до 44, 22,1 % від 45 до 64 і 14,6 % від 65 років і старші. Середній вік жителів — 33 року. Статевий склад населення: 44,1 % — чоловіки і 55,9 % — жінки.
Середній дохід домогосподарств у місті становив $35 208, родин — $36 667. Середній дохід чоловіків становив $28 333 проти $19 375 у жінок. Дохід на душу населення в місті був $12 755. Приблизно 9,7 % родин і 13,2 % населення перебували за межею бідності, включаючи 19,0 % віком до 18 років і жодного від 65 і старших.

## Відомі мешканці
- Тара Вестовер — американська письменниця, що стала відома завдяки своїм спогадам Учениця про своє дитинство, проведене в родині радикальних мормонів.